# Cameroon-Airlines-Flug 786
Der Cameroon-Airlines-Flug 786 (Flugnummer UY786) war ein Inlandsflug der Cameroon Airlines vom Flughafen Douala zum Flughafen Garoua mit einem Zwischenstopp auf dem Flughafen Yaoundé. Am 30. August 1984 kam es auf diesem Flug zu einem schweren Zwischenfall, als an der Boeing 737-2H7C mit dem Luftfahrzeugkennzeichen TJ-CBD beim Rollen zur Startbahn des Flughafens Douala ein Triebwerksschaden auftrat, bei dem Trümmerteile die Triebwerksverkleidung durchschlugen („uncontained engine failure“) und das Flugzeug ausbrannte. Bei dem Unfall kamen zwei Menschen ums Leben.

## Flugzeug und Insassen
Bei dem verunglückten Flugzeug handelte es sich um eine Boeing 737-2H7C, die zum Zeitpunkt des Unfalls 7 Jahre und 7 Monate alt war. Die Maschine wurde im Werk von Boeing in Renton, Washington montiert und absolvierte am 15. Februar 1977 ihren Erstflug, ehe sie im März desselben Jahres neu an Cameroon Airlines ausgeliefert wurde. Das Flugzeug trug die Werknummer 21295, es handelte sich um die 484. Boeing 737 aus laufender Produktion. Die Maschine wurde mit dem Luftfahrzeugkennzeichen TJ-CBD zugelassen. Das zweistrahlige Schmalrumpfflugzeug war mit zwei Triebwerken des Typs Pratt & Whitney JT8D-15 ausgestattet.
Es waren 116 Personen an Bord, darunter eine siebenköpfige Besatzung und 109 Passagiere.

## Unfallhergang
Mit der Maschine sollte an diesem Tag ein Flug zum Flughafen Garoua durchgeführt werden, wobei ein Zwischenstopp auf dem Flughafen Yaoundé geplant war. Beim Rollen zur Startbahn kam es an der Boeing auf dem Rollweg zu einem Triebwerksschaden am Triebwerk Nr. 2. Umherfliegende Trümmer durchschlugen die Tragfläche und den darin befindlichen Tank. Das darin befindliche Kerosin entzündete sich, ein Brand brach aus. Es wurde eine sofortige Evakuierung eingeleitet, jedoch kamen in dem Brand zwei Passagiere ums Leben. Die Maschine wurde durch den Brand völlig zerstört. Das ausgebrannte Wrack blockierte noch zwei Tage den einzigen Rollweg für schwere Flugzeuge zur Start- und Landebahn.

## Folgen
Nach Aussagen von Jean Louis Angounou, einem ehemaligen Piloten von Cameroon Airlines, der im Mai 2009 von der Zeitung Le Jour Quotidien interviewt wurde, war die genaue Ursache des Unfalls nie ermittelt worden, weil „im Kamerun manche begonnenen Untersuchungen nie enden“.